# Milenci z Teruelu

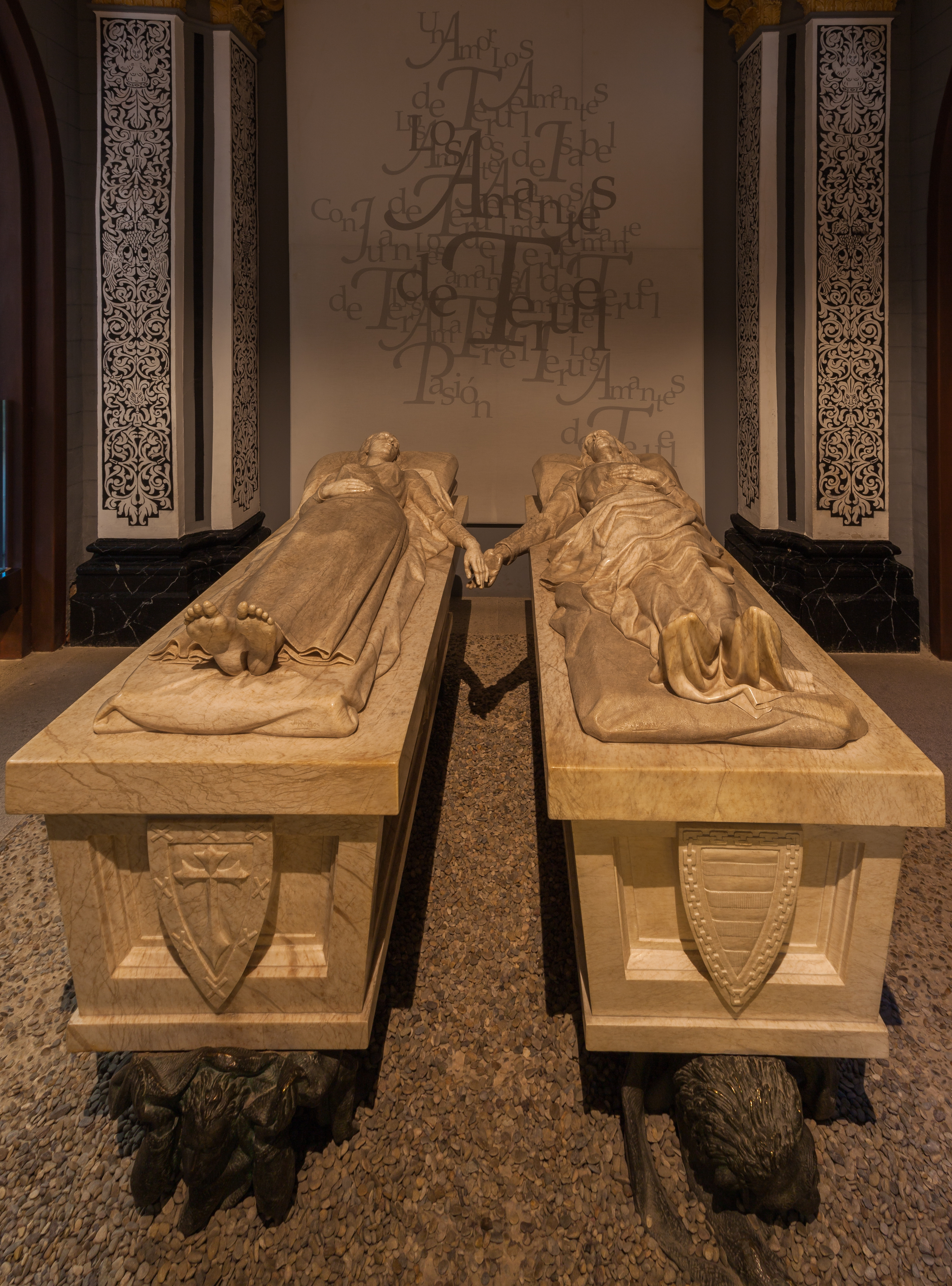
Hrob obou milenců

Milenci z Teruelu (španělsky Los amantes de Teruel) je romantický příběh, který se měl podle legendy odehrát v roce 1217 ve španělském městě Teruel v Aragonii.

## Obsah
Na počátku třináctého století žili ve městě Teruelu Juan Diego de Marcilla a Isabela de Segura, jejichž počáteční přátelství brzy přerostlo v lásku. Isabelina rodina však Diega, který neměl žádný majetek, odmítla jako ženicha své dcery. Diego proto požádal o lhůtu pěti let, aby mohl získat bohatství. Odešel do války a po celou o něm nepřicházely žádné zprávy. Na konci lhůty (podle pozdější tradice v roce 1217) Isabela ustoupí naléhání otce a svolí ke svatbě s bratrem pána z Albarracínu. V den svatby se vrací do Teruelu Diego a přichází za Isabelou požádat ji o poslední polibek, to však již vdaná Isabela odmítá a Diego zlomený žalem umírá. Pohřeb se koná v kostela Svatého Petra, k rakvi přistoupí smutečně oděná Isabela a chce dát mrtvému polibek, který mu odepřela zaživa. Isabela Diega políbí a sama na místě zemře. V roce 1555 byly nalezeny mumie obou milenců a podle pozdějšího svědectví notáře Yagüe de Salas i starý dokument s popisem jejich příběhu. Oba milenci dodnes odpočívají vedle sebe v kostele Svatého Petra v Teruelu.